# 드미트리 스밧콥스키
드미트리 발레리예비치 스밧콥스키(러시아어: Дми́трий Вале́рьевич Сватко́вский, 1971년 11월 27일~)는 러시아의 근대5종 선수, 정치인이다. 1992년 하계 올림픽에서 단체전 은메달을 획득했고 2000년 하계 올림픽에서 개인전 금메달을 획득했다.
은퇴 후 지도자로 활동했으며, 정계에 투신하여 국가두마 의원(2018~2021)으로 활동했다.